# Dalie
La Dalie, Dalsland en suédois,  est une province historique de l'ouest de la Suède. Le Dalsland est limité par le Värmland au nord, la Norvège et le Bohuslän à l'ouest, par le Västergötland au sud et le lac Vänern à l'est. Elle appartient maintenant au comté de Västra Götaland.

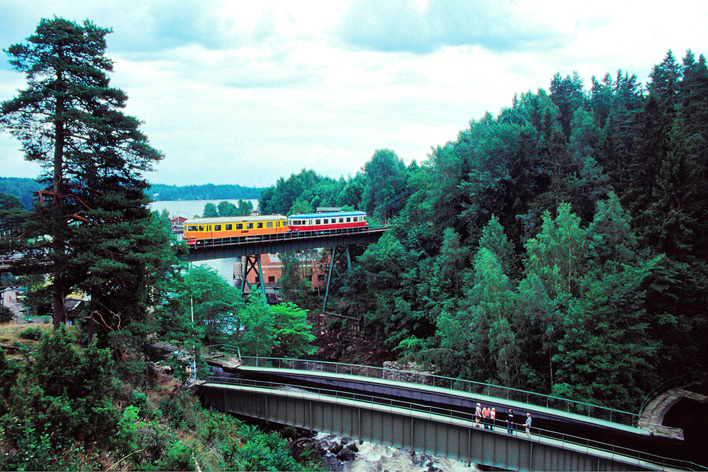
L'aqueduc de Håverud, qui fait partie du canal de Dalsland, entouré par un paysage de lacs et de forêts

## Histoire et culture
Le Dalsland est une des provinces de la grande région suédoise de Götaland et ses dialectes sont considérés comme appartenant au grand sous-groupe des dialectes du suédois appelé le götalandais ou götamål.

## Paysages
Le nord du Dalsland est dominé par de grandes forêts et de nombreux lacs étendus, le sud-est par une plaine agricole appelé la Dalboslätten. Le sud-ouest présente des paysages assez variés avec un mélange de forêts, de champs et de prés. Le long de la côte sur le Vänern, on retrouve des archipels. Son point culminant se trouve à Baljåsen, à 302 m. Sa montagne la plus connue est cependant le Kroppefjäll, au centre de la province, qui s'élève jusqu'à 238 m.
En raison de cette variété de paysages suédois représentés sur une superficie assez limitée, on appelle parfois le Dalsland "une Suède en miniature".

## Frontières
- la province de Värmland (au nord)
- une rive du lac Vänern (à l'est)
- la province de Västergötland (au sud)
- la province de Bohuslän (à l'ouest)
- la Norvège (au nord-ouest)

## Ville historique et autres localités principales
- Åmål est la seule ville historique de la province. Elle est aujourd'hui le siège de la commune d'Åmål
- Bengtsfors
- Ed
- Färgelanda
- Mellerud

## Lacs
- Lelången
- Stora Le
- Vänern